# 병사의 아버지
병사의 아버지(Djariskatsis Mama, Father Of A Soldier)는 러시아(구 소련)에서 제작된 레조 치크하이드체 감독의 1964년 드라마, 전쟁 영화이다. 세르고 자카리아제 등이 주연으로 출연하였다.

## 출연

### 주연
- 세르고 자카리아제
- 블라디미르 프리발트세프

### 조연
- 알렉산드르 레베데프
- 비아체슬라프 자리코프